# 昂萨格倒易关系
在熱力學中，昂薩格倒易關係所表達的是當熱力學系統不處於熱力學平衡但熱力學平衡的概念存在時各個動量和力之間的相等關係。
各種物理系統的“倒易關係”發生於不同的力與流配對之中。比方說，考慮用溫度、質量密度和壓力來描述的流體系統。在這種系統中，已知溫度差導致熱量由系統較熱的部分流向較冷的部分；同樣地，壓強差導致物質由高壓區流向低壓區。這個觀察值得注意的是，當壓力和溫度都在變的時候，不變壓力下的溫度差可引起物質流動（就像在對流時） ，而不變溫度下的壓力差則能引起熱流動。也許令人震驚的是，單位壓力差的熱流動與單位溫度差的密度（物質）流動是相等的。拉斯·昂薩格用統計力學證明了這個相等關係是微觀動力學（微觀反演性）時間反演的必然結果。昂薩格所開發的理論比上述例子所述更具普適性，而且能夠同時處理超過兩個熱力學力，但限制是“動力學反演性原理不能用於有（外部）磁場或科里奧利力的情況”，此時“倒易關係失效”。
雖然也許流體系統是最能夠被直覺描述的，但是電子測量的高準確性，使得電子現象相關系統昂薩格倒易關係的實驗實施起來更為簡便。實際上，昂薩格在他1931年的論文中提到了熱電效應和電解中的傳輸現象，因為這些現象自19世紀開始變得有名，當中還包括分別由威廉·湯姆森和赫爾曼·馮·亥姆霍兹分別提出的“準熱力學”理論。昂薩格倒易關係在熱電效應中的表現在於，熱電材料的帕爾帖係數（因電壓差引起的熱流）與塞貝克係數（因溫度差引起的電流）相等。同樣地，所謂的“直接壓電效應”係數(由機械應力引起的電流)與“逆壓電效應”係數（由電壓差引起的形變）也是相等的。對許多例如玻爾兹曼方程或化學動力學的系統而言，昂薩格關係與細致平衡原理緊密相連，並由此可得近平衡線性近似。
昂薩格倒易關係對多類不可逆過程的實驗驗證是由D·G·米勒搜集和分析的，這些過程即熱電效應、電動、電解溶液內的遷移、擴散作用、各向异性固體熱傳導和電傳導、熱磁和磁場電效應。在這則經典評論中，化學反應被視為“微不足道”及非決定性證據。後續理論分析和實驗支持帶傳輸的化學動力學的倒易關係。基爾霍夫熱辐射定律是昂薩格倒易關係的另一個特殊應用個案，用於處於熱力學平衡物體的特定波長輻射發射和吸收。
拉斯·昂薩格因為發現了這些倒易關係而獲頒授1968年的諾貝爾化學獎。介紹講話中有提及熱力學三定律，並加上“可以說昂薩格對易關係代表另一條使研究不可逆反應變得可能的定律”。有些作者甚至把昂薩格倒易關係稱作“熱力學第四定律”。

## 例子︰流體系統

### 基本方程
基本的熱力位能就是內能。在忽略黏度效應的情況下，簡單流體系統的基本熱力學方程式可被寫成：
{\displaystyle \mathrm {d} U=T\,\mathrm {d} S-P\,\mathrm {d} V+\mu \,\mathrm {d} M}
其中U為內能，T為溫度，S為熵，P為靜水壓，V為體積，{\displaystyle \mu }為化學勢，M為質量。用內能密度u、熵密度s和質量密度{\displaystyle \rho }可把固定體積的基本方程式寫成：
{\displaystyle \mathrm {d} u=T\,\mathrm {d} s+\mu \,\mathrm {d} \rho }
對非流體或更複雜的系統而言、將會有一列不同的變量來描述功項，但原理是一致的。解上述方程式可得熵密度：
{\displaystyle \mathrm {d} s={\frac {1}{T}}\,\mathrm {d} u+{\frac {-\mu }{T}}\,\mathrm {d} \rho }
上述以熵變表達的第一定律的表示式為共軛變數{\displaystyle u}和{\displaystyle \rho }下了定義，即{\displaystyle 1/T}和{\displaystyle -\mu /T}，都是類似於勢能的內含量；它們的斜率被稱為熱力學力，因為它們能引起對應外延量的流動，如下面的方程式所示。

### 連續性方程式
局部性的質量守恆是通過質量密量{\displaystyle \rho }流滿足連續性方程式來表達的：
{\displaystyle {\frac {\partial \rho }{\partial t}}+\nabla \cdot \mathbf {J} _{\rho }=0,}
其中{\displaystyle \mathbf {J} _{\rho }}為質量通量向量。能量守恆一般不以連續性方程式表述，因為該方程式包含了兩個其他作用——流體流的宏觀機械能和微觀內能。但是，如果假設流體的宏觀速度可被忽略，則可得能量守恆方程式如下：
{\displaystyle {\frac {\partial u}{\partial t}}+\nabla \cdot \mathbf {J} _{u}=0,}
其中{\displaystyle u}為內能密度，{\displaystyle \mathbf {J} _{u}}為內能通量。
由於研究對象為一般不完美流體，所以熵局部不守恆，且其局部演化以熵密度形式{\displaystyle s}表示，寫作
{\displaystyle {\frac {\partial s}{\partial t}}+\nabla \cdot \mathbf {J} _{s}={\frac {\partial s_{c}}{\partial t}}}
其中{\textstyle {\partial s_{c}}/{\partial t}}為熵密度因流體不可逆過程中的增加率，{\displaystyle \mathbf {J} _{s}}為熵通量。

### 唯象方程
熱傳導在沒有物質流動的情況下一般被寫成：
{\displaystyle \mathbf {J} _{u}=-k\,\nabla T;}
其中{\displaystyle k}為熱導率。然而此定律只是線性近似，並只在{\displaystyle \nabla T\ll T}的情況下維持，而且熱導率有可能是熱力學狀態變量的函數，但不是它們的斜率或變化率。 假設以上成立，則傅里葉定律可被改寫成：
{\displaystyle \mathbf {J} _{u}=kT^{2}\nabla {\frac {1}{T}};}
在沒有熱流的情況下，滲透的菲克定律一般寫作：
{\displaystyle \mathbf {J} _{\rho }=-D\,\nabla \rho ,}
其中D為滲透係數。由於這是一個線性估算，又由於固定溫度下化學勢單調增加，所以也可以把菲克定律寫成：
{\displaystyle \mathbf {J} _{\rho }=D'\,\nabla {\frac {-\mu }{T}}}
其中{\displaystyle D'}也是熱力學狀態參數的函數，但不是它們的斜率或變化率。在一般既有質量又有能量通量的情況下，唯象方程式可被寫成：
{\displaystyle \mathbf {J} _{u}=L_{uu}\,\nabla {\frac {1}{T}}+L_{u\rho }\,\nabla {\frac {-\mu }{T}}}
{\displaystyle \mathbf {J} _{\rho }=L_{\rho u}\,\nabla {\frac {1}{T}}+L_{\rho \rho }\,\nabla {\frac {-\mu }{T}}}
或是更簡明的
{\displaystyle \mathbf {J} _{\alpha }=\sum _{\beta }L_{\alpha \beta }\,\nabla f_{\beta }}
其中熵的“熱力學力”和“位移”{\displaystyle u}共軛, {\displaystyle \rho } are {\textstyle \nabla f_{u}=\nabla {\frac {1}{T}}}，{\textstyle \nabla f_{\rho }=\nabla {\frac {-\mu }{T}}}，還有{\displaystyle L_{\alpha \beta }}為傳輸係數的昂薩格矩陣。

### 熵的生成速度
由基本方程，得：
{\displaystyle {\frac {\partial s}{\partial t}}={\frac {1}{T}}{\frac {\partial u}{\partial t}}+{\frac {-\mu }{T}}{\frac {\partial \rho }{\partial t}}}
以及
{\displaystyle \mathbf {J} _{s}={\frac {1}{T}}\mathbf {J} _{u}+{\frac {-\mu }{T}}\mathbf {J} _{\rho }=\sum _{\alpha }\mathbf {J} _{\alpha }f_{\alpha }}
使用連續性方程式可把熵生成速度改寫成：
{\displaystyle {\frac {\partial s_{c}}{\partial t}}=\mathbf {J} _{u}\cdot \nabla {\frac {1}{T}}+\mathbf {J} _{\rho }\cdot \nabla {\frac {-\mu }{T}}=\sum _{\alpha }\mathbf {J} _{\alpha }\cdot \nabla f_{\alpha }}
結合唯象方程得：
{\displaystyle {\frac {\partial s_{c}}{\partial t}}=\sum _{\alpha }\sum _{\beta }L_{\alpha \beta }(\nabla f_{\alpha })\cdot (\nabla f_{\beta })}
由於熵生成必須非負，所以可見唯象係數的昂薩格矩陣{\displaystyle L_{\alpha \beta }}為半正定矩陣。

### 昂薩格倒易關係
昂薩格的貢獻不單是證明了{\displaystyle L_{\alpha \beta }}為半正定，還有就是證明了除了在時間反演對稱被打破時它也是對稱的。換言之，{\displaystyle \ L_{u\rho }}和{\displaystyle \ L_{\rho u}}的交叉係數是相等的。由簡易的因次分析可得這兩者最起碼是成正比的（即兩個係數都是用相同的溫度、時間、空間、密度的計量單位來量度的）。上一部份後方程式中向量點積的對稱性{\displaystyle (\nabla f_{\alpha })\cdot (\nabla f_{\beta })=(\nabla f_{\beta })\cdot (\nabla f_{\alpha })\,}也同樣地指出{\displaystyle L_{\alpha \!\,\beta }\,{\overset {\scriptscriptstyle ?}{=}}\,L_{\beta \!\,\alpha }\,}。
上述簡易例子中的熵生成只用到兩個熵力，還有一個2×2昂薩格唯象矩陣。通量的線性約化和熵生成速度的式子很常被用作類比許多普適性強及更複雜的系統。

## 抽象表述
設{\displaystyle x_{1},x_{2},\ldots ,x_{n}}為數個熱力學量距離平衡的漲落值，又設{\displaystyle S(x_{1},x_{2},\ldots ,x_{n})}為熵。然後，由波茲曼熵公式得概率分布函數{\displaystyle w=A\exp(S/k)}，其中A為常數，這是因為已知漲落集的概率{\displaystyle {x_{1},x_{2},\ldots ,x_{n}}}與該漲落的微態數成正比。設漲落微小，則分布函數可經由熵的二次導數表示：
{\displaystyle w={\tilde {A}}e^{-{\frac {1}{2}}\beta _{ik}x_{i}x_{k}}\,;\quad \beta _{ik}=\beta _{ki}=-{\frac {1}{k}}{\frac {\partial ^{2}S}{\partial x_{i}\partial x_{k}}}\,,}
其中使用了愛因斯坦求和約定以及{\displaystyle \beta _{ik}}為正定對稱矩陣。
使用準靜態平衡近似，也就是假設系統只是稍為非平衡, 可得： {\displaystyle {\dot {x}}_{i}=-\lambda _{ik}x_{k}}
假設定義“熱力學共軛”量為{\textstyle X_{i}=-{\frac {1}{k}}{\frac {\partial S}{\partial x_{i}}}}，同時亦可以線性函數表達（對微小漲落而言）：{\displaystyle X_{i}=\beta _{ik}x_{k}}
因此上式可以寫成{\displaystyle {\dot {x}}_{i}=-\gamma _{ik}X_{k}}，其中{\displaystyle \gamma _{ik}=\lambda _{il}\beta _{lk}^{-1}} 被稱為“動力學係數”。
“動力學係數對稱原理”或“昂薩格原理”指出{\displaystyle \gamma }為一對稱矩陣，即{\displaystyle \gamma _{ik}=\gamma _{ki}}。

### 證明
設{\displaystyle \xi _{i}(t)}和{\displaystyle \Xi _{i}(t)}分別為漲落量{\displaystyle x_{i}}和{\displaystyle X_{i}}的平均值，使得它們在{\displaystyle t=0}時取已知值{\displaystyle x_{1},x_{2},\ldots }。注意{\displaystyle {\dot {\xi }}_{i}(t)=-\gamma _{ik}\Xi _{k}(t).}
時間反演下的漲落對稱導致{\displaystyle \langle x_{i}(t)x_{k}(0)\rangle =\langle x_{i}(-t)x_{k}(0)\rangle =\langle x_{i}(0)x_{k}(t)\rangle .}
又或者，以{\displaystyle \xi _{i}(t)}表示時可得{\displaystyle \langle \xi _{i}(t)x_{k}\rangle =\langle x_{i}\xi _{k}(t)\rangle .}
兩邊取時間導數後代入得{\displaystyle \gamma _{il}\langle \Xi _{l}(t)x_{k}\rangle =\gamma _{kl}\langle x_{i}\Xi _{l}(t)\rangle .}
取上式{\displaystyle t=0}時的值，{\displaystyle \gamma _{il}\langle X_{l}x_{k}\rangle =\gamma _{kl}\langle X_{l}x_{i}\rangle .}
能從定義輕易證明{\displaystyle \langle X_{i}x_{k}\rangle =\delta _{ik}}，並由此可得所需結果。

## 另見
- 拉斯·昂萨格
- 朗之万方程